# Hemerotrecha simplex
Hemerotrecha simplex är en spindeldjursart som beskrevs av Muma 1951. Hemerotrecha simplex ingår i släktet Hemerotrecha och familjen Eremobatidae. Inga underarter finns listade i Catalogue of Life.